# Grímsvötn
A Grímsvötn jég alatti tavak csoportja és egy azonos nevű tűzhányó Izland délkeleti részén. Az Izlandi-felföldön, a Vatnajökull jégmező északnyugati részén található. A tavak 1725 m-es tengerszint feletti magasságban fekszenek, és alattuk található a vulkán magmakamrája.